# Fabeae
A tribo Fabeae (por vezes referida como "Vicieae") é uma das subdivisões da família Fabaceae.
É incluída do clado (em inglês) Inverted repeat-lacking clade..

## Géneros
Cinco género são incluídos:
- Lathyrus L.
- Lens Mill.
- Pisum L.
- Vavilovia Fed.
- Vicia L.